# Крамерово правило
Крамерово правило је теорема у линеарној алгебри, која даје решење система линеарних једначина помоћу детерминанти. Добила је име по Габријелу Крамеру (1704—1752).
Рачунски, ради се о неефикасном поступку, и стога се не користи у пракси у случајевима када је број једначина у систему велики. Међутим, ово правило је од теоријског значаја јер даје експлицитни израз за решење система.

## Елементарна формулација
Систем једначина представљен у форми множења матрица као:
{\displaystyle Ax=c\,}
где је квадратна матрица {\displaystyle A} инвертибилна а вектор {\displaystyle x} је вектор колоне променљивих: {\displaystyle (x_{i})}. 
Теорема онда тврди да:
| {\displaystyle x_{i}={\det(A_{i}) \over \det(A)}} | {\displaystyle (1)\,} |

где је {\displaystyle A_{i}} матрица која се добија заменом i-те колоне из {\displaystyle A} вектором колоне {\displaystyle c}. Ради једноставности, понекад се користи само један симбол као што је {\displaystyle \Delta } да представи {\displaystyle \det(A)} а нотација {\displaystyle \Delta _{i}} се користи да представи {\displaystyle \det(A_{i})}. Стога се једначина (1) може компактније записати као
{\displaystyle x_{i}={\Delta _{i} \over \Delta }\,}

## Апстрактна формулација
Нека је R комутативни прстен, а A n&times;n матрица са коефицијентима из R. Онда
{\displaystyle \mathrm {Adj} (A)A=\mathrm {det} (A)I\,}
где Adj(A) означава адјунговану матрицу матрице A, det(A) је детерминанта, а I је јединична матрица.

## Пример
Добар начин да се Крамерово правило искористи за матрице димензије 2×2 је помоћу следеће формуле:
{\displaystyle ax+by={\color {red}e}\,} и
{\displaystyle cx+dy={\color {red}f}\,},
што се може записати у матричном облику
{\displaystyle {\begin{bmatrix}a&b\\c&d\end{bmatrix}}{\begin{bmatrix}x\\y\end{bmatrix}}={\begin{bmatrix}{\color {red}e}\\{\color {red}f}\end{bmatrix}}}
x и  се могу наћи Крамеровим правилом:
{\displaystyle x={\frac {\begin{vmatrix}\color {red}{e}&b\\\color {red}{f}&d\end{vmatrix}}{\begin{vmatrix}a&b\\c&d\end{vmatrix}}}={{\color {red}e}d-b{\color {red}f} \over ad-bc}}
и
{\displaystyle y={\frac {\begin{vmatrix}a&\color {red}{e}\\c&\color {red}{f}\end{vmatrix}}{\begin{vmatrix}a&b\\c&d\end{vmatrix}}}={a{\color {red}f}-{\color {red}e}c \over ad-bc}}

Правило за матрице димензије 3×3 је слично.
{\displaystyle ax+by+cz={\color {red}j}\,},
{\displaystyle dx+ey+fz={\color {red}k}\,} и
{\displaystyle gx+hy+iz={\color {red}l}\,},
што се може записати у матричном облику
{\displaystyle {\begin{bmatrix}a&b&c\\d&e&f\\g&h&i\end{bmatrix}}{\begin{bmatrix}x\\y\\z\end{bmatrix}}={\begin{bmatrix}{\color {red}j}\\{\color {red}k}\\{\color {red}l}\end{bmatrix}}}
x, y и z се могу наћи на следећи начин:
{\displaystyle x={\frac {\begin{vmatrix}{\color {red}j}&b&c\\{\color {red}k}&e&f\\{\color {red}l}&h&i\end{vmatrix}}{\begin{vmatrix}a&b&c\\d&e&f\\g&h&i\end{vmatrix}}}},   {\displaystyle y={\frac {\begin{vmatrix}a&{\color {red}j}&c\\d&{\color {red}k}&f\\g&{\color {red}l}&i\end{vmatrix}}{\begin{vmatrix}a&b&c\\d&e&f\\g&h&i\end{vmatrix}}}},   and   {\displaystyle z={\frac {\begin{vmatrix}a&b&{\color {red}j}\\d&e&{\color {red}k}\\g&h&{\color {red}l}\end{vmatrix}}{\begin{vmatrix}a&b&c\\d&e&f\\g&h&i\end{vmatrix}}}}

## Примене у диференцијалној геометрији
Крамерово правило је врло корисно за решавање проблема у диференцијалној геометрији. Узмимо две једначине {\displaystyle F(x,y,u,v)=0\,} и {\displaystyle G(x,y,u,v)=0\,}. Када су u и v независне променљиве, можемо да дефинишемо {\displaystyle x=X(u,v)\,} и {\displaystyle y=Y(u,v)\,}.
Налажење једначине за {\displaystyle \partial x/\partial u} је тривијално применом Крамеровог правила.
Прво израчунамо прве изводе за F, G, x и y.
{\displaystyle dF={\frac {\partial F}{\partial x}}dx+{\frac {\partial F}{\partial y}}dy+{\frac {\partial F}{\partial u}}du+{\frac {\partial F}{\partial v}}dv=0}
{\displaystyle dG={\frac {\partial G}{\partial x}}dx+{\frac {\partial G}{\partial y}}dy+{\frac {\partial G}{\partial u}}du+{\frac {\partial G}{\partial v}}dv=0}
{\displaystyle dx={\frac {\partial X}{\partial u}}du+{\frac {\partial X}{\partial v}}dv}
{\displaystyle dy={\frac {\partial Y}{\partial u}}du+{\frac {\partial Y}{\partial v}}dv}
Заменом dx, dy у dF и dG, добијамо:
{\displaystyle dF=\left({\frac {\partial F}{\partial x}}{\frac {\partial x}{\partial u}}+{\frac {\partial F}{\partial y}}{\frac {\partial y}{\partial u}}+{\frac {\partial F}{\partial u}}\right)du+\left({\frac {\partial F}{\partial x}}{\frac {\partial x}{\partial v}}+{\frac {\partial F}{\partial y}}{\frac {\partial y}{\partial v}}+{\frac {\partial F}{\partial v}}\right)dv=0}
{\displaystyle dG=\left({\frac {\partial G}{\partial x}}{\frac {\partial x}{\partial u}}+{\frac {\partial G}{\partial y}}{\frac {\partial y}{\partial u}}+{\frac {\partial G}{\partial u}}\right)du+\left({\frac {\partial G}{\partial x}}{\frac {\partial x}{\partial v}}+{\frac {\partial G}{\partial y}}{\frac {\partial y}{\partial v}}+{\frac {\partial G}{\partial v}}\right)dv=0}
Како су u, v обе независне, коефицијенти du, dv морају бити једнаки нули. Тако да можемо да напишемо:
{\displaystyle {\frac {\partial F}{\partial x}}{\frac {\partial x}{\partial u}}+{\frac {\partial F}{\partial y}}{\frac {\partial y}{\partial u}}=-{\frac {\partial F}{\partial u}}}
{\displaystyle {\frac {\partial G}{\partial x}}{\frac {\partial x}{\partial u}}+{\frac {\partial G}{\partial y}}{\frac {\partial y}{\partial u}}=-{\frac {\partial G}{\partial u}}}
{\displaystyle {\frac {\partial F}{\partial x}}{\frac {\partial x}{\partial v}}+{\frac {\partial F}{\partial y}}{\frac {\partial y}{\partial v}}=-{\frac {\partial F}{\partial v}}}
{\displaystyle {\frac {\partial G}{\partial x}}{\frac {\partial x}{\partial v}}+{\frac {\partial G}{\partial y}}{\frac {\partial y}{\partial v}}=-{\frac {\partial G}{\partial v}}}
Сада, применом Крамеровог правила видимо да:
{\displaystyle {\frac {\partial x}{\partial u}}={\frac {\begin{vmatrix}-{\frac {\partial F}{\partial u}}&{\frac {\partial F}{\partial y}}\\-{\frac {\partial G}{\partial u}}&{\frac {\partial G}{\partial y}}\end{vmatrix}}{\begin{vmatrix}{\frac {\partial F}{\partial x}}&{\frac {\partial F}{\partial y}}\\{\frac {\partial G}{\partial x}}&{\frac {\partial G}{\partial y}}\end{vmatrix}}}}
Ово сада је формула у облику два јакобијана:
{\displaystyle {\frac {\partial x}{\partial u}}=-{\frac {\left({\frac {\partial \left(F,G\right)}{\partial \left(y,u\right)}}\right)}{\left({\frac {\partial \left(F,G\right)}{\partial \left(x,y\right)}}\right)}}}
Сличне формуле се могу извести за {\displaystyle {\frac {\partial x}{\partial v}}}, {\displaystyle {\frac {\partial y}{\partial u}}}, {\displaystyle {\frac {\partial y}{\partial v}}}.

## Примене у алгебри
Крамерово правило се може користити за доказивање Кејли-Хамилтонове теореме из линеарне алгебре, као и Накајамине леме, која је од основног значаја у теорији комутативних прстенова.